# Emil Ruusuvuori
Emil Ruusuvuori (født 2. april 1999 i Helsinki, Finland) er en professionel tennisspiller fra Finland.